# خشونت سیاسی در آلمان (۱۹۳۳-۱۹۱۸)
خشونت سیاسی در آلمان با فروپاشی امپراتوری آلمان و آغاز انقلاب ۱۹۱۹–۱۹۱۸ آلمان در سرتاسر دوران جمهوری وایمار ادامه داشت. این دوره از خشونت سیاسی با روی کار آمدن حزب ناسیونال سوسیالیست کارگران آلمان پس از انتخابات فدرال مارس ۱۹۳۳ آلمان و اعلام قانون تفویض اختیارات ۱۹۳۳ که تمام مخالفان نازی‌ها را درهم شکست پایان یافت. این دوره از خشونت سیاسی در آلمان با ترورهای متعدد و رویارویی‌های خونین میان نیروهای دست‌راستی مانند فری‌کور و نیروهای دست‌چپی مانند حزب کمونیست آلمان شناخته می‌شود.